# Haltichella luzonica
Haltichella luzonica är en stekelart som beskrevs av Masi 1929. Haltichella luzonica ingår i släktet Haltichella och familjen bredlårsteklar.
Artens utbredningsområde är Filippinerna. Inga underarter finns listade i Catalogue of Life.